# Berksan

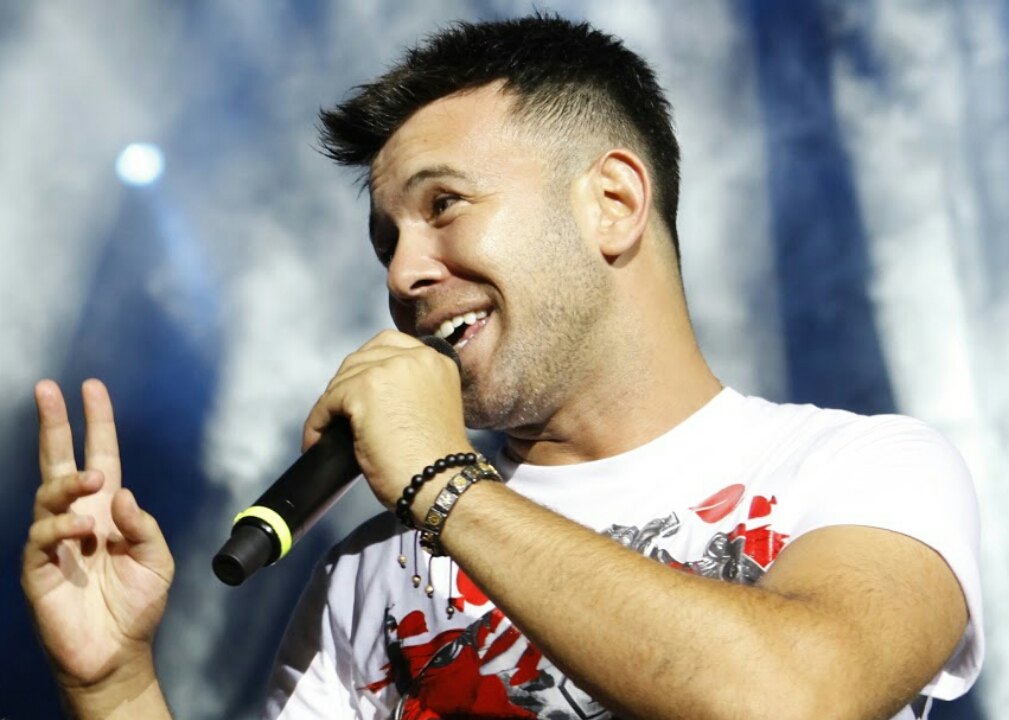
Berksan (2015)

Berksan Özer (* 30. Mai 1979 in Ankara), bekannt unter seinem Künstlernamen Berksan, ist ein türkischer Popmusiker und Songwriter.

## Karriere
Seine Musikkarriere begann im Jahr 2003 mit der Single Çilek und dem gleichnamigen Debütalbum. In seiner bisherigen Musiklaufbahn machte er mit weiteren Hits wie Haberi Var Mı?, Gelme Gelme, Arıza, Aşka, Ben oder Platonik auf sich aufmerksam. Berksan hat mit bekannten türkischen Künstlern wie Hande Yener oder Sibel Tüzün und mit der Eurovision-Song-Contest-Gewinnerin von 2011 Nigar Camal zusammengearbeitet. Für Hande Yener schrieb er zahlreiche Songs.

## Diskografie

### Alben
- 2003: Çilek
- 2005: Kalbime Dönüyorum
- 2007: Bay Bay
- 2009: Zaaf
- 2011: Su
- 2016: 6
- 2017: Aşka (Wiederveröffentlichung von 6)

### EPs
- 2013: Oh Oh
- 2014: Haberi Var Mı? (Wiederveröffentlichung von Oh Oh)

### Singles
| - 2003: Çilek - 2003: Unutamam - 2005: Delirdin Mi, Şaşırdın Mı? - 2005: Aşka Mahkum - 2005: Tıpış Tıpış - 2006: Öpüşelim Mi? - 2006: Git - 2007: Bay Bay - 2008: Yalancı Yaz - 2008: Kıvır - 2008: Gözyaşındayım (mit Sibel Tüzün) - 2009: Zaaf - 2010: Bir Şeyler Oluyor - 2010: Beni Seviyor - 2011: Su - 2012: Ölüyorum - 2013: Oh Oh - 2014: Duman - 2014: Haberi Var Mı? (mit Hande Yener) (Original: Feruza Jumaniyozova – Yalla Habibi) - 2015: Eve Nasıl Geldim (mit Hande Yener & Volga Tamöz) - 2015: Kışkışşş (von Hande Yener – Hintergrundstimme) - 2015: Yalnızlar Ordusu (mit Volga Tamöz) | - 2015: Sonra (mit Volga Tamöz) - 2015: Herhalde (mit Nigar Camal) - 2015: İyi Ki Doğdun İyi Ki Varsın - 2015: Onlar Bilmez - 2016: Arıza (mit Turaç Berkay Özer) - 2016: Gelme Gelme - 2017: Aşka - 2018: Ben - 2018: Yok Öyle Dünyam - 2019: Sakin - 2019: Yeni Biri (mit Turaç Berkay Özer) - 2020: Darmaduman - 2021: Platonik - 2022: Dip - 2023: Sen - 2024: Delice - 2024: Çok Özlüyorum - 2024: Kalbim Avucunda - 2024: Dönüyor Kalbim - 2024: Boş Bakış - 2025: Yara |

### Songwriting (Auswahl)
- 2013: Ya Ya Ya Ya (von Hande Yener)
- 2014: Biri Var (von Hande Yener & Volga Tamöz)
- 2015: Kışkışşş (von Hande Yener)
- 2017: İki Cihan (von Belma Şahin & Turaç Berkay)
- 2017: Bana Aşk Ver (von Aynur Aydın & Turaç Berkay)
- 2020: Bela (von Hande Yener)
- 2020: Carpe Diem (von Hande Yener)
- 2020: Kaç (von Hande Yener)
- 2021: Sahte (von Hande Yener)

## Filmografie
Filme
- 2008: Çılgın Dersane Kampta